# 塔村
塔村（法語：Thaas）是法国马恩省的一个市镇，属于埃佩尔奈区。该市镇总面积10.47平方公里，2009年时的人口为106人。

## 人口
塔村人口变化图示